# Kristian Ludvig II av Mecklenburg-Schwerin
Kristian Ludvig II, född 15 maj 1683 i Grabow, död 30 maj 1756 i Schwerin, var hertig av Mecklenburg-Schwerin från 1747 till 1756.
I hans hov ingick Johann Gottfried Müthel som organist och cembalospelare och Conrad Ekhof som komiker.
Kristian Ludvig är begravd i Schelfkyrkan i Schwerin.

## Familj
Kristian Ludvig var son till Fredrik I av Mecklenburg-Schwerin och Christine Wilhelime och Hessen-Homburg. År 1714 gifte han sig med Gustave Caroline av Mecklenburg-Strelitz och fick fem barn:
- Fredrik II av Mecklenburg-Schwerin (1717–1785); gift med Luise Friederike av Württemberg (1722–1791)
- Ludwig (1725–1778); gift med Charlotte Sophie av Sachsen-Coburg-Saalfeld (1731–1810). De var föräldrar till Fredrik Frans I av Mecklenburg-Schwerin, som blev mecklenburgsk hertig 1785.
- Ulrike Sofie (1723–1813)
- Luise (1730)
- Amalie (1732–1775]